# Tales of Fandom Vol.2
Tales of Fandom Vol.2 (テイルズオブファンダム Vol.2, Teiruzu obu Fandamu Vol.2) est un jeu vidéo d'aventure développé et édité par la société japonaise Namco Bandai Games sur PlayStation 2 en 2007 sous deux versions, Luke Version et Tear Version.